# Polypedilum sauteri
Polypedilum sauteri är en tvåvingeart som beskrevs av Jean-Jacques Kieffer 1921. Polypedilum sauteri ingår i släktet Polypedilum och familjen fjädermyggor.
Artens utbredningsområde är Taiwan. Inga underarter finns listade i Catalogue of Life.